# Кимбалл (тауншип, Миннесота)
Кимбалл (англ. Kimball) — тауншип в округе Джексон, Миннесота, США. На 2000 год его население составило 158 человек.

## География
По данным Бюро переписи населения США площадь тауншипа составляет 93,2 км², из которых 93,1 км² занимает суша, а 0,1 км² — вода (0,11 %).

## Демография
По данным переписи населения 2000 года здесь находились 158 человек, 59 домохозяйств и 49 семей. Плотность населения —  1,7 чел./км². На территории тауншипа расположено 64 постройки со средней плотностью 0,7 построек на один квадратный километр. Расовый состав населения: 94,30 % белых, 5,70 % — других рас США. Испанцы или латиноамериканцы любой расы составляли 5,06 % от популяции тауншипа.
Из 59 домохозяйств в 40,7 % воспитывались дети до 18 лет, в 79,7 % проживали супружеские пары, в 1,7 % проживали незамужние женщины и в 15,3 % домохозяйств проживали несемейные люди. 13,6 % домохозяйств состояли из одного человека, при том 10,2 % из — одиноких пожилых людей старше 65 лет. Средний размер домохозяйства — 2,68, а семьи — 2,96 человека.
29,7 % населения — младше 18 лет, 2,5 % — в возрасте от 18 до 24 лет, 25,9 % — от 25 до 44, 23,4 % — от 45 до 64, и 18,4 % — старше 65 лет. Средний возраст — 40 лет. На каждые 100 женщин приходилось 125,7 мужчин. На каждые 100 женщин старше 18 приходилось 113,5 мужчин.
Средний годовой доход домохозяйства составлял 45 938 долларов, а средний годовой доход семьи —  46 875 долларов. Средний доход мужчин —  33 750  долларов, в то время как у женщин — 14 375. Доход на душу населения составил 20 358 долларов. За чертой бедности находились 4,7 % семей и 5,7 % всего населения тауншипа, из которых 13,3 % старше 65 лет.